# Convocazioni alla Coppa panamericana maschile di pallavolo 2017
Elenco dei giocatori convocati per la Coppa panamericana 2017.

## Argentina
| N° | Nome                | Ruolo | Data di nascita  | Squadra            |
| -- | ------------------- | ----- | ---------------- | ------------------ |
| -  | Julio Velasco       | All   | 9 febbraio 1952  | -                  |
| 1  | Alejandro Toro      | S     | 20 luglio 1989   | Gigantes del Sur   |
| 2  | Fabián Flores       | C     | 25 gennaio 1996  | UNTreF             |
| 4  | Maximiliano Cavanna | P     | 2 luglio 1988    | Lomas              |
| 5  | Ignacio Fernández   | L     | 7 giugno 1994    | Ciudad             |
| 6  | Cristian Poglajen   | S     | 14 luglio 1989   | Lomas              |
| 10 | Nicolás Bruno       | S     | 24 febbraio 1989 | Maaseik            |
| 11 | Sebastián Solé      | C     | 12 giugno 1991   | Trentino           |
| 12 | Bruno Lima          | O     | 4 febbraio 1996  | Obras Sanitarias   |
| 13 | Santiago Darraidou  | O     | 24 novembre 1980 | Ciudad             |
| 14 | Pablo Crer          | C     | 12 giugno 1989   | Bolívar            |
| 15 | Luciano De Cecco    | P     | 2 giugno 1988    | Sir Safety Perugia |
| 16 | Alexis González     | L     | 21 luglio 1981   | Bolívar            |
| 17 | Facundo Imhoff      | C     | 25 gennaio 1989  | Lomas              |
| 18 | Martín Ramos        | C     | 26 agosto 1991   | UPCN               |

## Canada
| N° | Nome              | Ruolo | Data di nascita   | Squadra           |
| -- | ----------------- | ----- | ----------------- | ----------------- |
| -  | Larry McKay       | All   | -                 | Winnipeg          |
| 1  | Gabriel Chancy    | P     | 19 ottobre 1995   | Montréal          |
| 2  | Robert Wojcik     | O     | 25 agosto 1993    | Mitteldeutschland |
| 3  | Casey Schouten    | O     | 29 marzo 1994     | Winnipeg          |
| 6  | Olivier Riopel    | L     | 26 giugno 1996    | Montréal          |
| 7  | Danny Demyanenko  | C     | 13 luglio 1994    | McMaster          |
| 11 | Blake Scheerhoorn | S     | 6 gennaio 1995    | Trinity Western   |
| 12 | Byron Keturakis   | P     | 11 gennaio 1996   | British Columbia  |
| 14 | Max Burt          | C     | 25 luglio 1988    | ASUL Lyon         |
| 15 | Bryan Duquette    | L     | 15 novembre 1991  | Mitteldeutschland |
| 17 | Tyler Epp         | C     | 18 settembre 1993 | Saskatchewan      |
| 20 | Ryan Sclater      | S     | 10 febbraio 1994  | Trinity Western   |
| 22 | Brandon Koppers   | S     | 9 settembre 1995  | McMaster          |
| 23 | Jordan McConkey   | C     | 23 maggio 1994    | Waterloo          |
| 24 | Irvan Brar        | S     | 24 aprile 1995    | British Columbia  |

## Cuba
| N° | Nome               | Ruolo | Data di nascita  | Squadra          |
| -- | ------------------ | ----- | ---------------- | ---------------- |
| -  | Nicolás Vives      | All   | 24 aprile 1970   | -                |
| 2  | Osniel Melgarejo   | S     | 18 dicembre 1997 | Panathīnaïkos    |
| 3  | Marlon Yant        | S     | 23 maggio 2001   | Villa Clara      |
| 4  | Javier Jiménez     | S     | 16 novembre 1989 | Molfetta         |
| 5  | Javier Concepción  | C     | 27 dicembre 1997 | Ciudad Habana    |
| 6  | José Sandoval      | C     | 9 maggio 1994    | Sancti Spíritus  |
| 7  | Yonder García      | L     | 26 marzo 1993    | Ciudad Habana    |
| 9  | Liván Osoria       | C     | 5 febbraio 1994  | Obras Sanitarias |
| 10 | Miguel Gutiérrez   | O     | 21 febbraio 1997 | Villa Clara      |
| 14 | Adrián Goide       | P     | 26 giugno 1998   | Sancti Spíritus  |
| 15 | Dariel Albo        | O     | 11 febbraio 1992 | Ciudad Habana    |
| 18 | Miguel Ángel López | S     | 25 marzo 1997    | Cienfuegos       |

## Messico
| N° | Nome             | Ruolo | Data di nascita   | Squadra              |
| -- | ---------------- | ----- | ----------------- | -------------------- |
| -  | Jorge Azair      | All   | -                 | -                    |
| 3  | Alexis Garay     | O     | 9 giugno 1997     | Jalisco              |
| 4  | Gonzalo Ruiz     | S     | 28 aprile 1988    | Ferrocarrileros IMSS |
| 5  | Jesús Rangel     | L     | 20 settembre 1980 | Nuevo León           |
| 6  | Jesús Perales    | P     | 22 dicembre 1993  | Nuevo León           |
| 8  | Gabriel Cruz     | C     | 23 maggio 1996    | Michoacán            |
| 10 | Pedro Rangel     | P     | 16 settembre 1988 | Nuevo León           |
| 11 | Jorge Barajas    | S     | 7 maggio 1991     | Virtus Guanajuato    |
| 12 | José Martínez    | C     | 23 gennaio 1993   | Virtus Guanajuato    |
| 15 | Edson García     | C     | 25 ottobre 1996   | Nuevo León           |
| 16 | Miguel Chávez    | C     | 13 maggio 1996    | Sonora               |
| 17 | Néstor Orellana  | O     | 7 gennaio 1992    | Nuevo León           |
| 19 | José Mendoza     | L     | 31 maggio 1993    | Jalisco              |
| 20 | Julián Duarte    | S     | 19 giugno 1994    | Nuevo León           |
| 23 | Alejandro Moreno | S     | 6 settembre 1994  | Nuevo León           |

## Porto Rico
| N° | Nome               | Ruolo | Data di nascita   | Squadra               |
| -- | ------------------ | ----- | ----------------- | --------------------- |
| -  | Ramón Hernández    | All   | 16 luglio 1972    | Leonas de Ponce       |
| 1  | Steven Morales     | C     | 7 aprile 1992     | Alittihad Misurata    |
| 2  | Edgardo Goás       | P     | 27 gennaio 1989   | Konya BB              |
| 3  | Pablo Guzmán       | S     | 2 giugno 1987     | Mets de Guaynabo      |
| 4  | Dennis Del Valle   | L     | 27 gennaio 1989   | Kokkolan Tiikerit     |
| 6  | Ramón Burgos       | C     | 15 gennaio 1993   | Mets de Guaynabo      |
| 7  | Arturo Iglesias    | P     | 22 novembre 1995  | Plataneros de Corozal |
| 9  | Ulises Maldonado   | O     | 3 marzo 1989      | Cariduros de Fajardo  |
| 11 | Maurice Torres     | O     | 6 luglio 1991     | Porto Robur Costa     |
| 12 | Kevin López        | S     | 24 aprile 1995    | Gigantes de Carolina  |
| 13 | Sequiel Sánchez    | S     | 24 marzo 1990     | Mets de Guaynabo      |
| 14 | Mannix Román       | C     | 17 gennaio 1983   | Indios de Mayagüez    |
| 16 | Jonathan Rodríguez | C     | 16 settembre 1997 | Springfield           |
| 21 | Pelegrín Vargas    | S     | 31 luglio 1998    | IPFW                  |
| 24 | Arnel Cabrera      | L     | 11 ottobre 1994   | Mets de Guaynabo      |

## Rep. Dominicana
| N° | Nome                | Ruolo | Data di nascita  | Squadra              |
| -- | ------------------- | ----- | ---------------- | -------------------- |
| -  | Orlando Samuels     | All   | 31 dicembre 1946 | -                    |
| 3  | Elvis Contreras     | S     | 20 luglio 1979   | Tamayo               |
| 4  | Wilfredo Hernández  | S     | 8 dicembre 1990  | San Juan             |
| 5  | Enger Miéses        | L     | 1º dicembre 1995 | Santo Domingo        |
| 6  | Pedro García        | O     | 27 novembre 1990 | Santiago             |
| 7  | Mario Frías         | C     | 20 agosto 1994   | Bayaguana            |
| 8  | Henry López         | S     | 9 dicembre 1994  | Moca                 |
| 10 | Francisco Abréu     | P     | 26 aprile 1992   | Distrito Nacional    |
| 11 | José Cáceres        | O     | 24 dicembre 1981 | Bameso               |
| 12 | Francisco Arredondo | P     | 1º ottobre 1996  | Bayaguana            |
| 13 | Jonathan Mercedes   | C     | 18 agosto 1989   | San Pedro de Macorís |
| 15 | Richi Paulino       | C     | 2 dicembre 1996  | Santiago             |
| 16 | César Díaz          | S     | 10 ottobre 1995  | Moca                 |

## Stati Uniti
| N° | Nome            | Ruolo | Data di nascita   | Squadra        |
| -- | --------------- | ----- | ----------------- | -------------- |
| -  | Robert Neilson  | All   | -                 | -              |
| 2  | Price Jarman    | C     | 21 novembre 1992  | Brigham Young  |
| 3  | Mitchell Stahl  | C     | 31 agosto 1994    | UC Los Angeles |
| 4  | Jeffrey Jendryk | C     | 15 settembre 1995 | Loyola Chicago |
| 7  | Arvis Greene    | O     | 1º agosto 1995    | CSU Northridge |
| 8  | Brenden Sander  | S     | 22 dicembre 1995  | Brigham Young  |
| 9  | Jake Langlois   | S     | 14 maggio 1992    | Brigham Young  |
| 11 | Jonah Seif      | P     | 30 ottobre 1994   | Będzin         |
| 13 | Jacob Arnitz    | S     | 15 luglio 1995    | UC Los Angeles |
| 14 | Kyle Ensing     | O     | 6 marzo 1997      | CSU Long Beach |
| 15 | David Wieczorek | S     | 3 gennaio 1996    | Pepperdine     |
| 20 | Scott Stadick   | C     | 15 gennaio 1998   | UC Irvine      |
| 21 | Michael Saeta   | P     | 19 aprile 1994    | UC Irvine      |
| 23 | Larry Tuileta   | L     | 24 settembre 1995 | Hawaii         |
| 25 | Evan Enriques   | L     | 1º agosto 1995    | Stanford       |

## Venezuela
| N° | Nome              | Ruolo | Data di nascita   | Squadra              |
| -- | ----------------- | ----- | ----------------- | -------------------- |
| -  | Ronald Sarti      | All   | 19 ottobre 1971   | -                    |
| 1  | Régulo Briceño    | S     | 13 febbraio 1989  | Aragua VC            |
| 2  | Johnlenn Barreto  | S     | 14 maggio 1987    | -                    |
| 3  | Fernando González | S     | 30 giugno 1989    | Chubut               |
| 4  | Héctor Mata       | L     | 27 gennaio 1993   | Anzoátegui           |
| 5  | Emerson Rodríguez | S     | 2 febbraio 1993   | Distrito Capital     |
| 7  | Edson Valencia    | C     | 2 dicembre 1987   | Huracanes de Bolívar |
| 8  | Ronald Martínez   | C     | 11 luglio 1998    | -                    |
| 9  | José Carrasco     | P     | 20 maggio 1989    | Yaracuy              |
| 11 | José Verdi        | C     | 6 febbraio 1990   | Anzoátegui           |
| 15 | Luís Arias        | O     | 17 gennaio 1989   | Esquimo              |
| 17 | Ronald Fayola     | S     | 20 giugno 1995    | Huracanes de Bolívar |
| 22 | Armando Velásquez | P     | 18 settembre 1988 | Guerreros de Guárico |